# Sovietwave
Sovietwave или советвейв (также встречается написание Soviet wave, Soviet-wave или русифицированный вариант «Советская волна») — специфический жанр электронной музыки, родственный синтвейву и возникший на территории постсоветского пространства. Главной чертой всех исполнителей жанра является в том или ином виде привнесение в музыку элементов, ассоциирующихся у слушателей с Советским Союзом.

## История жанра

### Предтечи
Советская ностальгия как социальное явление зародилось в 1990-х годах, обретя новые качества в начале двухтысячных годов. Данное явление затрагивает стереотипы и положительные идеи, коллективную память об эпохе Советского Союза.
Первые попытки привнести советскую ностальгию в современную музыку начались в 2000-х годах, когда на пике популярности находился транс. В частности, этим известна группа ППК, использовавшая в основе своих композиций мелодии мэтров отечественной электроники, и российский лейбл Soviet Recordings, выпускавший атмосферные релизы, посвящённые тем или иным событиям советской эпохи, будь то тема Октябрьской революции или Карибский кризис.

### Возникновение жанра
Первые исполнители ещё не оформившегося жанра избегали каких-то клише, в результате чего до 2014 года группы «советской волны» — Н.Э.М.О, Kim&Buran, ППВК, — зачастую причислялись к инди, лоу-фай или другому виду электроники. Одним из первых исполнителей, взявших курс на обособление от остальной электронной музыки, стал харьковский проект «Маяк». Уже к 2014 «Электрозвуковая ностальгия», как её прозвал музыкальный обозреватель «Ридус» Андрей Краснощёков, получила оформившиеся границы жанра, данная статья стала первым упоминанием термина «sovietwave» и способствовала его широкому распространению.
Основным вдохновлением для авторов служат эмоции и ассоциации с Советским Союзом времён 1980-х годов. Людмила Шевченко, исследователь из университета Яна Кохановского, отмечает, что sovietwave — одно из проявлений «ностальгического мифа», «яркого, чувственного и живого» мифообраза, обращённого в близкое прошлое. Как отмечала в 2020 году редактор проекта «Постнаука» Кристина Чернова, популярность жанра, обыгрывающего советскую действительность и музыку, стала сигналом снижения настороженности жителей бывшего СССР к своему прошлому.
На фоне расцвета синтвейва и общемировой моды на ностальгию по 1980-х годам «советская волна» быстро обрела некоторую популярность в странах бывшего Советского Союза. Основной аудиторией жанра стали люди, родившиеся на закате эпохи СССР и позднее, то есть фактически не заставшие советский период в сознательном возрасте. Некоторые популярные альбомы издаются на виниловых пластинках — так, для харьковского анонимного проекта «Маяк» это стало единственным изданием на физических носителях. Более того, альбом «Река» этого же исполнителя по состоянию на 2016 год являлся одним из лидеров продаж издательства «Мирумир».
К концу 2010-х жанр вышел в публичную плоскость: так, в сентябре 2017 года на День города Москвы павильон «Парк Ремесел» был оформлен в стиле мультфильма «Тайна третьей планеты», при этом в музыкальном оформлении использовалась не оригинальная музыка, а композиции жанра sovietwave. В августе 2018 в Санкт-Петербурге прошел первый музыкальный фестиваль «Волна-1», посвящённый жанру; его «продолжение», «Волна-2», прошло 10 августа 2019 года в Москве. 22 июля 2019 года в заброшенном бассейне «СКА» в Новосибирске была проведена вечеринка-концерт Olympic Night, оформленная в стиле советской ностальгии; при этом большая часть коллективов принадлежала к местным sovietwave-группам. В 2023 году Стереополина, нередко причисляемая к «советской волне», записала песню для фантастического сериала «Пищеблок», действие которого происходит в пионерском лагере 1980х годов.

## Стиль

Марка СССР, О. Зардарян. «Весна». 1974 г.

Москва, 1964 г.

Звучание исполнителей жанра, как правило, базируется на современных течениях электронной музыки, таких как лоу-фай, эмбиент и электропоп, а также на электронной музыке времён позднего СССР. Среди вдохновителей жанра — композиторы Эдуард Артемьев, Александр Зацепин, Вячеслав Мещерин, Михаил Чекалин, группы «Зодиак».
Для музыки sovietwave характерен абсолютный отрыв от политической стороны жизни страны и упор на культурные и научные аспекты жизни. Эффект присутствия и переживания достигается использованием аутентичных синтезаторов 1970—1980-х годов или их эмуляторов с последующей постобработкой — вставками из советских научно-познавательных фильмов или речей советских государственных деятелей, искусственным состариванием фонограммы или помехами в звуке. При этом исполнители подчёркивают, что отрывки речей скорее подчёркивают общую композицию песни, чем несут идеологическую нагрузку.
Несмотря на то, что большая часть проектов ориентируется на электронику «длинных семидесятых», встречаются и другие вариации — коллектив «Творожное озеро» отсылает к поэтическим традициям шестидесятников, «Научно-Электронное Музыкальное Объединение» — к минимал-техно, «Артек Электроника» — к дрим-попу, а некоторые (Протон-4, Kirov Reporting) — к ретрофутуризму.

## Восприятие
Иван Белецкий в статье о десяти главных альбомах жанра заметил, что «совиетвейв не любит копаться в архивах и искать редкий материал для семплирования, ему достаточно речи Горбачёва, радиопозывных „Маяка“ или гагаринского „Поехали!“», а «уже набившее оскомину сообщение ТАСС о запуске человека в космос использует, кажется, каждая вторая группа». В 2020 году некоммерческая организация «Институт музыкальных инициатив» выпустила сборник научных статей «Новая критика. Контексты и смыслы российской поп-музыки». Ряд авторов при этом рассматривали генезис и смысловое поле «советской волны». Так, Кристина Чернова (на момент публикации редактор портала «Постнаука») отметила, что в текущем виде жанр является не столько музыкальным отображением Советского Союза, сколько пространством для рефлексии, истории о взрослении автора на осколках страны. В то же время, музыкант Иван Белецкий отмечает, что «советская волна» в целом лежит в русле постсоветской хонтологии — тоски не сколько о стране, сколько об образе утопического будущего, который она предлагала.

## Известные представители
- Артек Электроника[10]
- Импульс-80[1]
- Маяк[9][10]
- Наукоград[24]
- Научно-Электронное Музыкальное Объединение (Н.Э.М.О.)[8][9]
- ППВК[8]
- 20 Years[25][26][27]
- Протон-4[10][12]
- Со мною вот что[8][28]
- Творожное озеро[1][9]
- Электроника 302[9][10]
- Kim&Buran[8]
- Kirov Reporting[12]
- lilii[1]
- Stereoyunost[12]
- Проект Берлин